# Тихо, тихо, Шарлота
Тихо, тихо, Шарлота (енгл. Hush… Hush, Sweet Charlotte) је амерички психолошки хорор филм из 1964. године, редитеља Роберта Олдрича са Бети Дејвис у главној улози. Након успеха трилера Шта се догодило са Беби Џејн?, Олдрич је одлучио да у свом новом филму окупи глумачку поставу из претходног. И Џоун Крафорд и Бети Дејвис су прихватиле улоге, али је Крафордова убрзо одустала, наводно не могавши поднети тешку нарав Бети Дејвис. Касније је изјавила да је Дејвисова имала толики утицај на Олдрича да се слободно може рећи да је она била режисер филма. Кетрин Хепберн, Лорета Јанг, Барбара Стенвик и Вивијен Ли су без размишљања одбиле Олдричову понуду, а Вивијен Ли је и објаснила: „Још бих могла и да поднесем да у шест ујутро гледам Крафордову на некој плантажи на Југу, али Бети Дејвис нипошто!“ На крају је Дејвисова предложила Оливију де Хавиленд, своју добру пријатељицу, која је радо прихватила улогу. Филм је био номинован за седам Оскара, између осталих и за Оскар за најбољу споредну глумицу и изведбу Агнес Мурхед. С обзиром на број номинација за Оскара, Тихи, тихо, Шарлота је најуспешнији хорор филм свих времена.
Тихо, тихо, Шарлота представља, на неки начин, римејк филма Шта се догодило са Беби Џејн?. Бети Дејвис је у улози Шарлоте, парализоване јужњачке богаташице, која позива своју сиромашну рођаку да се стара о њој, у замену за кров над главом. Њене муке тек почињу, када рођака Миријам покаже своје право лице и почне да је злоставља.

## Улоге
| Глумац              | Улога          |
| ------------------- | -------------- |
| Бети Дејвис         | Шарлота Холис  |
| Оливија де Хавиленд | Миријам Диринг |
| Џозеф Котен         | др Дру Бејлис  |
| Агнес Мурхед        | Велма          |
| Сесил Келавеј       | Хари           |
| Виктор Буоно        | Сем Холис      |
| Мери Астор          | Џуел Мејхју    |
| Брус Дерн           | Џон Мејхју     |

## Занимљивост
Пошто је Крафордова у то време била један од директора Пепсија, захтевала је да се у сваки филм у којем глуми убаци или аутомат за пепси-колу, или флаша тог напитка. Дејвисова јој није дала мира ни када је ова напустила филм – у једној сцени снимљеној у граду, у кадру се појављује велики камион кока-коле.